# Kristers Aparjods
Kristers Aparjods (Sigulda, 24 febbraio 1998) è uno slittinista lettone, medaglia di bronzo olimpica nella gara a squadre a Pechino 2022.
È il figlio di Aiva Aparjode, ex slittinista e bobbista di livello internazionale, ed è fratello di Kendija Aparjode, a sua volta slittinista di alto livello.

## Biografia
Pratica lo slittino dall'età di 8 anni e nel 2013 ha iniziato a gareggiare per la nazionale lettone nella specialità del singolo. 

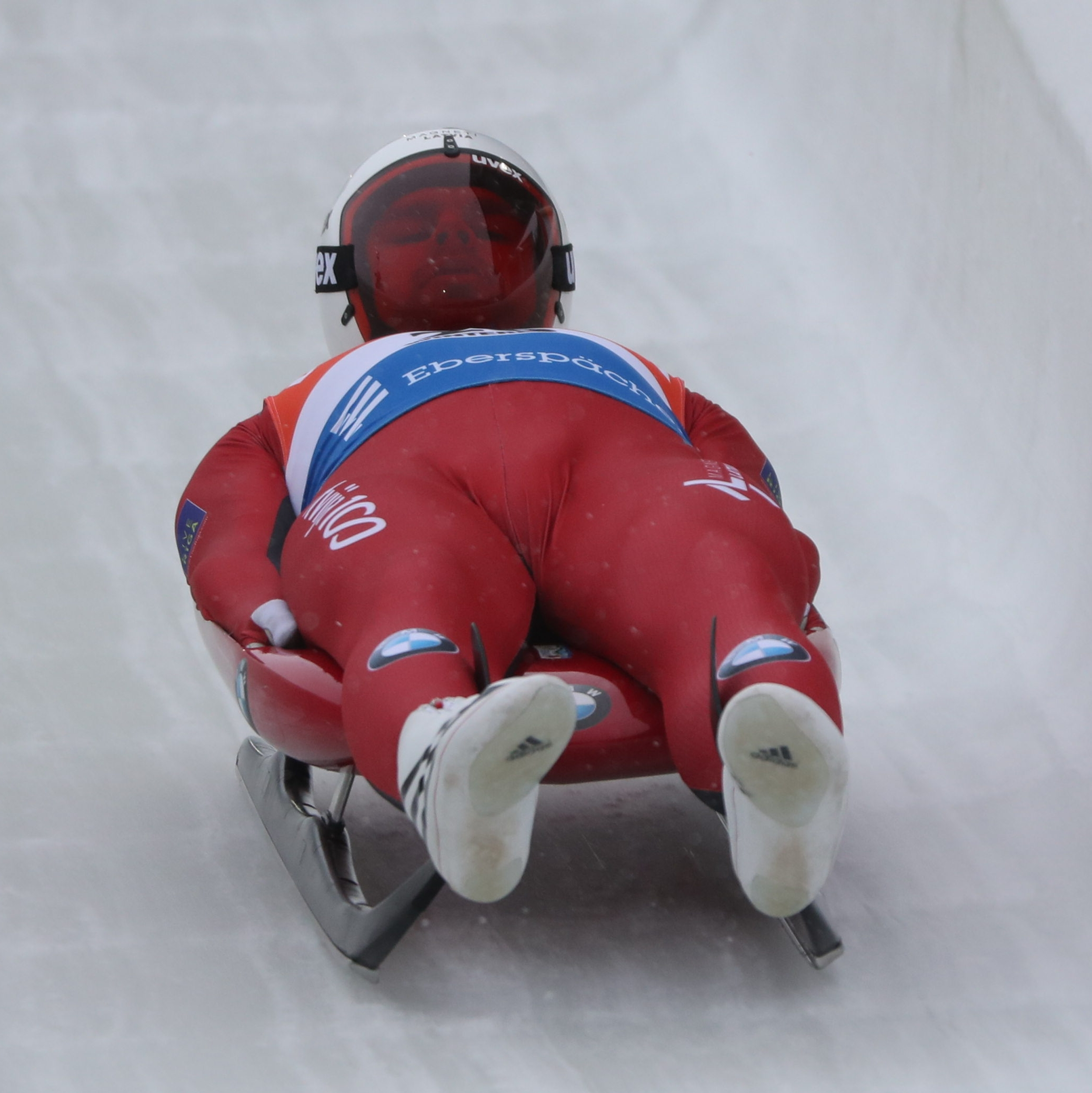
Aparjods in gara a Winterberg nel 2017

Si distinse nelle varie categorie giovanili vincendo medaglie e trofei in quasi tutte le competizioni a sua disposizione: due medaglie d'oro ai mondiali juniores (gara a squadre a Lillehammer 2015 e singolo a Sigulda 2017) più una d'argento; due medaglie d'argento e altrettante di bronzo agli europei juniores, equamente ripartite tra singolo e staffetta mista. Ha inoltre vinto l'oro alle Giochi olimpici giovanili invernali di Lillehammer 2016 nel singolo e la classifica generale della Coppa del Mondo giovani nel 2013/14. È infine giunto secondo nella graduatoria finale della Coppa del Mondo juniores nel 2015/16.

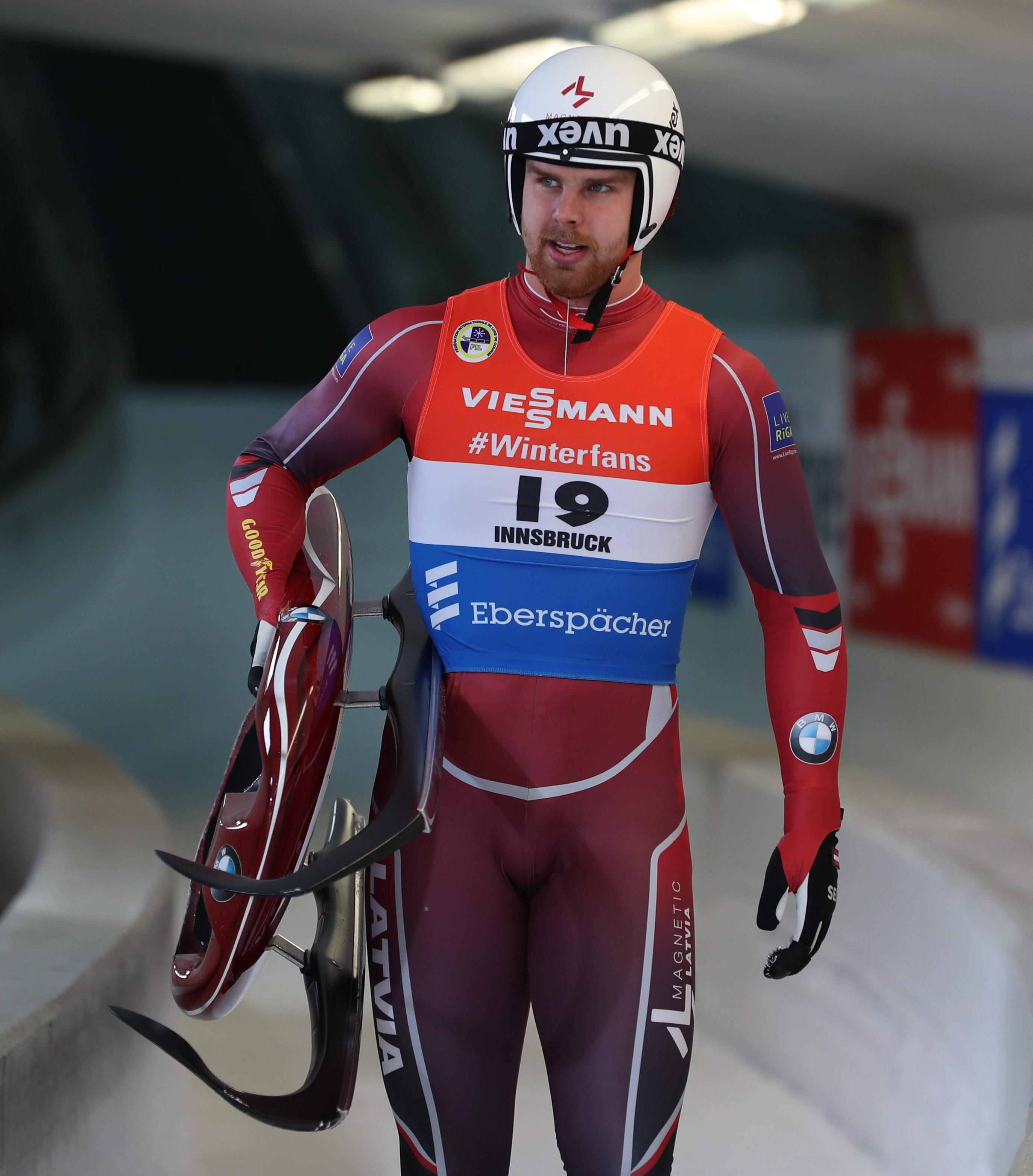
Aparjods a Innsbruck nel 2018

A livello assoluto ha esordito in Coppa del Mondo nella stagione 2016/17, il 27 novembre 2016 a Winterberg, piazzandosi al 23º posto nel singolo; centrò il suo primo podio il 19 febbraio 2017 a Pyeongchang, dove concluse la gara a squadre al terzo posto con i compagni Ulla Zirne, Andris Šics e Juris Šics. Vinse la sua prima gara il 13 gennaio 2019 nella competizione a squadre e sempre a Sigulda, con la sorella Kendija, Oskars Gudramovičs e Pēteris Kalniņš. In classifica generale come miglior risultato si è piazzato al decimo posto nel singolo nel 2019/20.
Ha partecipato a due edizioni dei Giochi olimpici invernali: a Pyeongchang 2018 ha concluso in undicesima piazza nel singolo ed al settimo posto nella gara a squadre ed a Pechino 2022 è giunto quinto nell'individuale ed ha conquistato la medaglia di bronzo nella staffetta.
Ha preso parte altresì a tre edizioni dei campionati mondiali conquistando in totale una medaglia d'argento. Nel dettaglio i suoi risultati nelle prove iridate sono stati, nel singolo: venticinquesimo a Sigulda 2015, dodicesimo a Winterberg 2019 e quinto a Soči 2020; nel singolo sprint: quinto a Winterberg 2019 e settimo a Soči 2020; nelle prove a squadre: medaglia d'argento a Soči 2020. Nell'edizione di Soči 2020 ha inoltre conseguito la medaglia d'argento nella speciale classifica riservata agli atleti under 23. 
Agli europei ha conquistato due medaglie di bronzo: una a Oberhof 2019 nell'individuale e l'altra a Lillehammer 2020 nella prova a squadre; nella stessa edizione del 2020 si è inoltre aggiudicato l'oro individuale nella speciale classifica riservata agli atleti under 23.

## Palmarès

### Olimpiadi
- 1 medaglia:
  - 1 bronzo (gara a squadre a Pechino 2022).

### Mondiali
- 4 medaglie:
  - 1 argento (gara a squadre a Soči 2020);
  - 3 bronzi (gara a squadre ad Oberhof 2023; singolo sprint, gara a squadre ad Altenberg 2024).

### Europei
- 6 medaglie:
  - 2 ori (gara a squadre a Sankt Moritz 2022; gara a squadre a Sigulda 2023);
  - 1 argento (singolo a Sankt Moritz 2022);
  - 3 bronzi (singolo a Oberhof 2019; gara a squadre a Lillehammer 2020; singolo a Sigulda 2023).

### Mondiali under 23
- 2 medaglie:
  - 2 argenti (singolo a Winterberg 2019; singolo a Soči 2020).

### Europei under 23
- 1 medaglia:
  - 1 oro (singolo a Lillehammer 2020).

### Mondiali juniores
- 3 medaglie:
  - 2 ori (gara a squadre a Lillehammer 2015; singolo a Sigulda 2017)
  - 1 argento (singolo a Winterberg 2016).

### Europei juniores
- 4 medaglie:
  - 2 argenti (gara a squadre a Oberhof 2015; singolo a Oberhof 2017);
  - 2 bronzi (singolo a Altenberg 2016; gara a squadre a Oberhof 2017).

### Olimpiadi giovanili
- 1 medaglia:
  - 1 oro (singolo a Lillehammer 2016).

### Coppa del Mondo
- Miglior piazzamento in classifica generale nel singolo: 2º nel 2023/24.
- 38 podi (17 nel singolo, 2 nel singolo sprint, 19 nelle gare a squadre):
  - 12 vittorie (5 nel singolo, 7 nelle gare a squadre);
  - 11 secondi posti (4 nel singolo, 2 nel singolo sprint, 5 nelle gare a squadre);
  - 15 terzi posti (8 nel singolo, 7 nelle gare a squadre).

#### Coppa del Mondo - vittorie
| Data             | Luogo        | Paese    | Disciplina                                                                                            |
| ---------------- | ------------ | -------- | --- |
| 13 gennaio 2019  | Sigulda      | Lettonia | Gara a squadre con Kendija Aparjode, Oskars Gudramovičs e Pēteris Kalniņš                             |
| 4 dicembre 2021  | Soči         | Russia   | Singolo                                                                                               |
| 2 gennaio 2022   | Winterberg   | Germania | Gara a squadre con Elīza Tīruma, Mārtiņš Bots e Roberts Plūme                                         |
| 8 gennaio 2022   | Sigulda      | Lettonia | Singolo                                                                                               |
| 23 gennaio 2022  | Sankt Moritz | Svizzera | Gara a squadre con Elīna Ieva Vītola, Mārtiņš Bots e Roberts Plūme                                    |
| 8 gennaio 2023   | Sigulda      | Lettonia | Singolo                                                                                               |
| 8 gennaio 2023   | Sigulda      | Lettonia | Gara a squadre con Elīna Ieva Vītola, Mārtiņš Bots e Roberts Plūme                                    |
| 15 gennaio 2023  | Sigulda      | Lettonia | Gara a squadre con Elīna Ieva Vītola, Mārtiņš Bots e Roberts Plūme                                    |
| 4 febbraio 2024  | Altenberg    | Germania | Gara a squadre con Elīna Ieva Vītola, Mārtiņš Bots, Roberts Plūme, Anda Upīte e Kitija Bogdanova      |
| 11 febbraio 2024 | Oberhof      | Germania | Singolo                                                                                               |
| 2-3 marzo 2024   | Sigulda      | Lettonia | Singolo                                                                                               |
| 12 gennaio 2025  | Altenberg    | Germania | Gara a squadre con Kendija Aparjode, Mārtiņš Bots, Roberts Plūme, Marta Robežniece e Kitija Bogdanova |

### Coppa del Mondo juniores
- Miglior piazzamento in classifica generale nella specialità del singolo: 2º nel 2015/16.

### Coppa del Mondo giovani
- Vincitore della classifica generale nella specialità del singolo nel 2013/14.